# Wonga Shoal Lighthouse
Das Wonga Shoal Lighthouse befand sich im Golf von Saint Vincent bei Adelaide in South Australia, etwa drei Kilometer vor dem Landungssteg Semaphore entfernt. Der Leuchtturm erhob sich 22 m über die Wasseroberfläche und wurde durch ein Segelschiff zerstört.

## Konstruktion
Der im Juli 1901 errichtete Leuchtturm und die gesamte Konstruktion einschließlich der Räumlichkeiten für die Leuchtturmwärter bestand aus Stahl. Das Fundament war mit mehreren stählernen Pfählen in den tönernen Untergrund getrieben worden. Die Räume der Wärter lagen etwa sieben Meter über dem Wasser.

## Unfall
Am 17. November 1912 wurde der Leuchtturm von dem Dreimaster Dimsdale mit seinem metallenen Rumpf gerammt, obwohl er befeuert war. In der Folge kippte er um und riss zwei Leuchtturmwärter in den Tod. Als Kapitän T.B. Richardson frühmorgens über den Unfall informiert wurde, stellte er fest, dass sich sein Schiff nicht ernstlich beschädigt etwa eine Viertel Seemeile entfernt nördlich von dem zerstörten Turm befand.
Nach der Meldung an die zuständige australische Stelle, sandte diese einen Taucher an den Unfallort, der nur noch feststellen konnte, dass die beiden Leuchtturmwärter nicht ertrunken, sondern durch das Bauwerk erschlagen worden waren. Beide Leuchtturmwärter waren verheiratet und hatten eine Familie. Der Betreiber des Leuchtturms hatte den Aufenthalt der Familien grundsätzlich untersagt, ansonsten wäre vermutlich ein Verlust von weiteren Menschenleben zu beklagen gewesen.

## Nachbetrachtung
Da der Kapitän nicht gedacht hatte, dass ein Lotse erforderlich gewesen sei, wurde er angeklagt.
Nach dem Unfall wurde auf den Marino Rocks eine Befeuerung eingerichtet, die bis in die 1960er Jahre betrieben wurde. 
Der Name Wonga soll von den Aborigines stammen und Sonnenuntergang oder West bedeutet, eine abweichende Auffassung geht davon aus, dass er dem Schiff Wonga Wonga entlehnt ist, das dort auf Grund lief.